# برونو جيوردانو
برونو جيوردانو (بالإيطالية: Bruno Giordano)‏ (و. 1956  م) هو لاعب كرة قدم، ومدرب كرة قدم، من إيطاليا، ولد في روما، يلعب كمهاجم.

## مسيرته الكروية
لعب برونو جيوردانو خلال مسيرته الاحترافية مع 4 أندية في ثمانية عشر موسمًا وسجل خلالها 129 هدف ضمن 377 مباراة. حيث فاز في موسم واحد بالكأس وفي موسم واحد بالدوري.
خاض برونو جيوردانو مسيرته مع نادي لاتسيو في موسم 1975–76 ليلعب معه عشرة مواسم، مشاركًا في 203 مباراة سجل خلالها 86 هدفًا. ثم انتقل إلى نادي نابولي في موسم 1985–86 ليلعب معه أربعة مواسم، حيث شارك في 78 مباراة سجل خلالها 23 هدفًا. لينتقل بعدها إلى نادي أسكولي في موسم 1988–89 في المرة الأولى لمدة موسم واحد ثم في موسم 1990–91 ولمدة موسمين، مشاركًا طوالها في 63 مباراة سجل خلالها 13 هدفًا. ثم انتقل إلى نادي بولونيا في موسم 1989–90 لمدة موسم واحد، مشاركًا في 33 مباراة سجل خلالها 7 أهداف.

## روابط خارجية
- برونو جيوردانو على موقع قاعدة بيانات كرة القدم.إي يو (الإنجليزية)
- برونو جيوردانو على موقع ناشيونال فوتبول تيمز (الإنجليزية)
- برونو جيوردانو على موقع عالم كرة القدم.نت (الإنجليزية)
- برونو جيوردانو على موقع GSA (الإنجليزية)